# Charly (Cher)
Charly é uma comuna francesa na região administrativa do Centro, no departamento Cher. Estende-se por uma área de 25,2 km². Em 2010 a comuna tinha 250 habitantes (densidade: 9,9 hab./km²).